# Gastrochilus garhwalensis
Gastrochilus garhwalensis är en orkidéart som beskrevs av Zhan Huo Tsi. Gastrochilus garhwalensis ingår i släktet Gastrochilus och familjen orkidéer.
Artens utbredningsområde är Uttaranchal. Inga underarter finns listade i Catalogue of Life.